# Домброшин (Великопольське воєводство)
Домброшин (пол. Dąbroszyn) — село в Польщі, у гміні Рихвал Конінського повіту Великопольського воєводства.
Населення — 571 особа (2011).
У 1975—1998 роках село належало до Конінського воєводства.

## Демографія
Демографічна структура станом на 31 березня 2011 року:
|          | Загалом | Допрацездатний вік | Працездатний вік | Постпрацездатний вік |
| -------- | ------- | ------------------ | ---------------- | -------------------- |
| Чоловіки | 265     | 64                 | 177              | 24                   |
| Жінки    | 306     | 84                 | 170              | 52                   |
| Разом    | 571     | 148                | 347              | 76                   |